# Varvarin
Varvarin (Servisch: Варварин) is een gemeente in het Servische district Rasina.
Varvarin telt 20.122 inwoners (2002). De oppervlakte bedraagt 249 km², de bevolkingsdichtheid is 80,8 inwoners per km².
Varvarin kwam in het nieuws door een luchtaanval van de NAVO op 30 mei 1999 tijdens de Kosovo-oorlog. Bij deze luchtaanval op de Moravabrug kwamen 10 mensen om het leven en raakten 17 mensen gewond.

## Plaatsen in de gemeente
| - Bačina - Bošnjane - Varvarin - Varvarin (selo) - Gornji Katun - Gornji Krčin - Donji Katun | - Donji Krčin - Zalogovac - Izbenica - Karanovac - Mala Kruševica - Marenovo - Maskare | - Obrež - Orašje - Pajkovac - Parcane - Suvaja - Toljevac - Cernica |